# Мицеллярная энзимология
Мицеллярная энзимология — научное направление, заложенное пионерскими работами, выполненными в Московском университете ([1], [2]); исследует характеристики и поведение ферментов, включённых в агрегаты (мицеллы) поверхностно-активных веществ различной структуры, формы и размеров. Такие системы моделируют биомембранное окружение ферментов и позволяют выявить природный потенциал ферментативного катализа (не обнаруживаемый в водных растворах), а также проследить пути регуляции структуры и функции ферментов мицеллярной матрицей — фрагментом биомембран.
Так, в частности, было обнаружено, что оптимальная (благоприятная для катализа) мицеллярная матрица комплементарна молекуле фермента. В такой компактной фермент-содержащей мицелле конформационная подвижность молекулы фермента снижается, тогда как каталитическая активность возрастает, во многих случаях существенно превышая уровень наблюдаемый в традиционных водных растворах. В свою очередь мицеллярная матрица может выступать главным регулятором надмолекулярной структуры и каталитической активности ферментов солюбилизованных в мицеллярных системах (см., например, [3], [4]).